# Екатерининский собор (Кингисепп)
Екатери́нинский собо́р — главный православный храм города Кингисеппа (бывшего Ямбурга), построенный в 1764—1782 годах в стиле Екатерининского барокко (переходном от барокко к классицизму) по проекту архитектора Антонио Ринальди.

## История
В 1703 году, после освобождения города Ямбурга от шведской оккупации, в нём была построена деревянная соборная церковь во имя архистратига Михаила. В 1761 году она сгорела.
Проект нового, каменного собора на главной площади был поручен архитектору Антонио Ринальди. Строительство собора начато на основании именного указа императрицы Екатерины II от 2 августа 1764 года и продлилось по 1782 год.
В процессе строительства здание первоначально возведённой однокупольной каменной церкви значительно изменило свой внешний облик и превратилось в величественный пятиглавый собор. Интерьер своим великолепием напоминал дворцовый зал. Иконы для храма были написаны профессором Академии художеств Г. И. Козловым.
6 апреля 1783 года собор был освящён и наименован Екатерининским — в честь святой великомученицы Екатерины Александрийской.
В 1882 году (к столетию храма) произведён основательный ремонт собора. Все иконы отреставрированы художником П. П. Кохом.
В 1911 году был создан Комитет по реставрации Екатерининского собора во главе с председателем генералом от инфантерии Дмитрием Резвым, но реставрация произведена не была.
В 1932 году Екатерининский собор был закрыт как культовое учреждение. В нём разместились склады воинской части.
Во время Великой Отечественной войны собор был сильно повреждён от обстрелов и бомбёжки.
С 1965 по 1979 год проходили реставрационные работы.
С октября 1979 года по май 1990 года в соборе размещалась экспозиция «Старый Ямбург» Кингисеппского историко-краеведческого музея.
Летом 1990 года собор передан православной общине и стал действующим. В том же году (13 сентября) собор посетил патриарх Алексий II.
3 июня 1990 года, в день Святой Троицы, в соборе состоялось первое после восстановления богослужение.
17 февраля 2008 года, после очередных реставрационных работ, прошло освящение собора митрополитом Санкт-Петербургским и Ладожским Владимиром.

## Конструктивные особенности
Высота собора: 45 метров.
К храму с западной стороны пристроена трёхъярусная колокольня.
Фундамент заложен из крупных плит, каждый ряд которых пролит известью с кирпичным щебнем.
На фундаменте, выше уровня земли, выложен цоколь из тёсаной плиты.
Стены и своды — кирпичные. Капители и базы вытесаны из известняка.
План собора имеет форму равностороннего креста со скруглёнными концами, по диагонали которого встроены четыре башенки, круглые в плане. К западной стороне пристроена колокольня, квадратная в плане, имеющая портал с главным входом и крыльцом.
Нижняя часть стен по всему периметру собора имеет цоколь высотой: 90 см, состоящий из шести рядов тёсаных известняковых плит.
С южного фасада собора также имеется вход.
Все три портала колокольни имеют декоративную обработку. Арочные проёмы колокольни имеют двойной наличник, внешняя часть которого доходит до сандрика, поддерживаемого плоскими кронштейнами. Сандрик имеет три креповки, средняя из которых служит замком. Над сандриком — полуциркульный фронтон с карнизом небольшого выноса.
Все входы в собор имеют выполненное из гранита наружное крыльцо со ступенями. Крыльцо главного входа — самое большое.
Размер верхней площадки вдоль западного фасада: 12 м, вынос: 3,5 м.
Крыльцо южного входа в плане повторяет кривую фасада. Размеры верхней площадки: 2,35×6,27 м.
Освещение интерьера осуществляется восемью большими прямоугольными окнами с размерами: 162×336 см с плоскими кирпичными перемычками. Все оконные проёмы имеют характерную для архитектуры середины XVIII века декоративную обработку, состоящую из узкого профилированного обрамления, раскрепованного на углах, и сандрика.
Центральный барабан и фасады разбиты пилястрами и филёнками.
Карниз здания сложно раскрепован и значительно вынесен вперёд. Кирпичный парапет овивает собор по всему периметру выше карниза.
Собор завершён пятиглавием, традиционным для русской церковной архитектуры. Четыре малые главы композиционно подчинены высокой центральной главе со световым барабаном и куполом, имеющей световой барабан диаметром: 9 метров, высотой: 10 метров, прорезанный восемью большими прямоугольными окнами с размерами: 170×270 см.
Оконные проёмы снаружи обработаны простыми штукатурными наличниками с архивольтами. Каждому архивольту наличника отвечает полуциркульная креповка карниза барабана.
Летом 2004 года фасады Екатерининского собора обрели исторические цвета. В нынешнем облике собора отсутствуют важные декоративные лепные детали: гирлянды, кронштейны, изящные волюты между окнами центрального барабана и 32 алебастровые вазы, которые прежде декорировали купола и ярусы колокольни. Декор был утрачен в XIX веке и не восстановлен в процессе реставрационных работ 1965—1978 гг.